# La Caridad, Chiapas
La Caridad är en ort i Mexiko.   Den ligger i kommunen Berriozábal och delstaten Chiapas, i den sydöstra delen av landet, 700 km öster om huvudstaden Mexico City. La Caridad ligger 876 meter över havet och antalet invånare är 193.
Terrängen runt La Caridad är huvudsakligen kuperad, men åt sydväst är den platt. Runt La Caridad är det mycket tätbefolkat, med 1 573 invånare per kvadratkilometer. Närmaste större samhälle är Tuxtla Gutiérrez, 14,0 km öster om La Caridad. I omgivningarna runt La Caridad växer huvudsakligen savannskog.